# Mansfield College

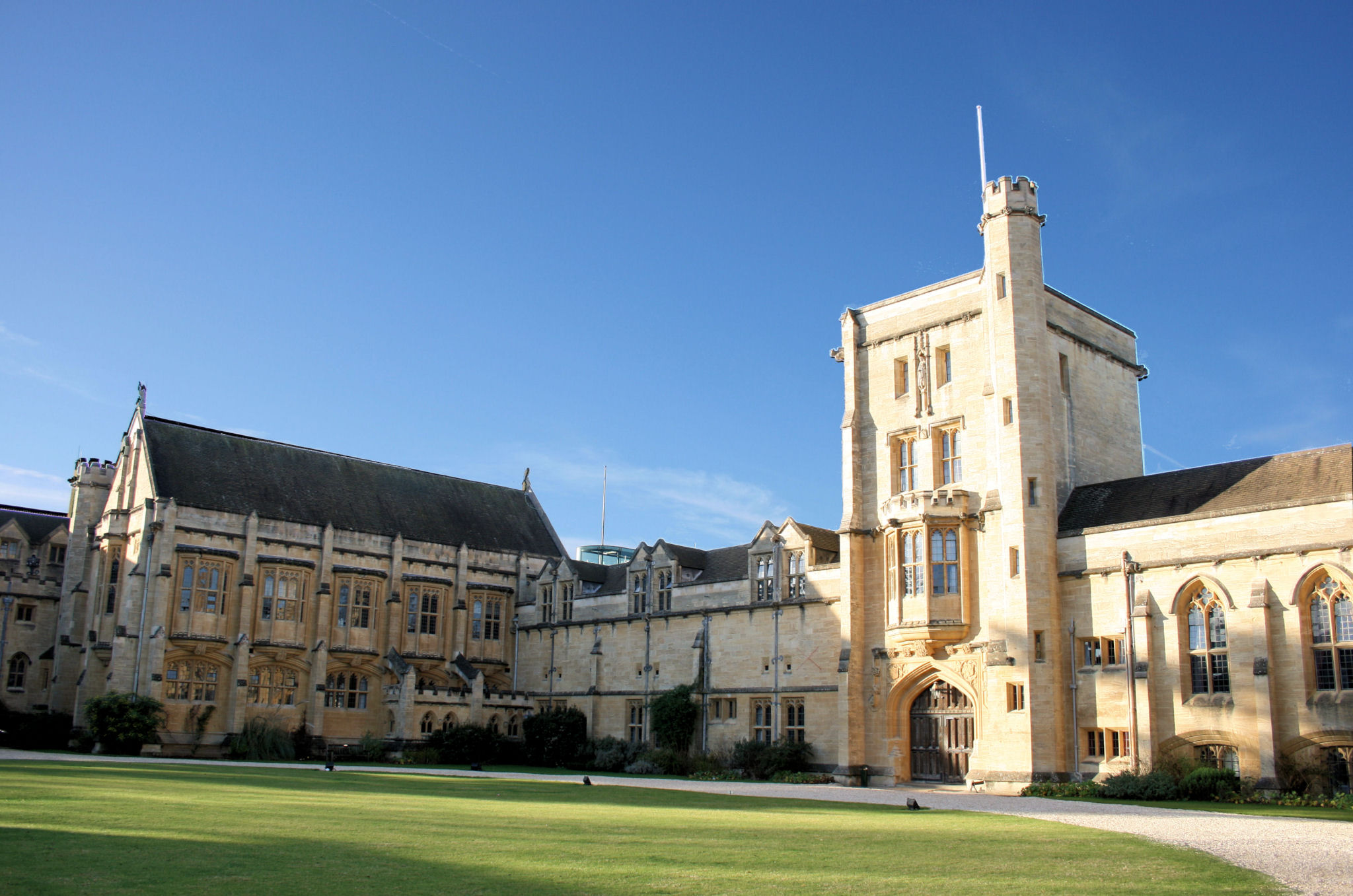
Hauptgebäude und Bibliothek des Mansfield College.

Mansfield College ist eines der konstituierenden Colleges der University of Oxford in Oxford, England. Das College wurde 1838 von Nonkonformisten in Birmingham gegründet. Es wurde 1886 nach Oxford verlegt und wurde nach George Mansfield und seiner Schwester Elizabeth in Mansfield College umbenannt. 1995 erhielt es eine Royal Charter und wurde damit zu einem eigenständigen College. Das College-Gelände befindet sich in der Mansfield Road, in der Nähe des Zentrums von Oxford.
Seit 2018 ist Helen Mountfield, eine Anwältin und Rechtswissenschaftlerin, die Rektorin des Colleges.

## Geschichte
Das College wurde 1838 als Spring Hill College in Birmingham für nonkonformistische Studenten gegründet. Obwohl Studenten aller religiösen Konfessionen im neunzehnten Jahrhundert gesetzlich berechtigt waren Universitäten zu besuchen, war es ihnen verboten Abschlüsse zu erwerben, sofern sie nicht Teil der Church of England waren.

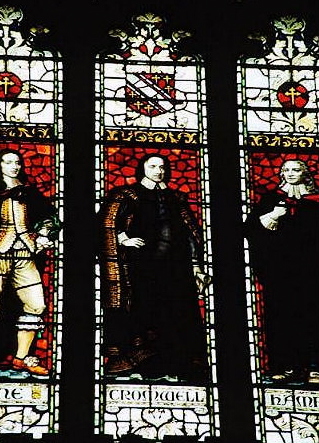
Buntglasfenster der College-Kapelle, Von links nach rechts:Henry Vane, Oliver Cromwell und John Hampden

1871 schaffte der Universities Tests Act alle religiösen Examen für nicht-theologische Abschlüsse an den Universitäten Oxford, Cambridge und Durham ab. Zum ersten Mal standen führenden britischen Institutionen Nonkonformisten offen. Der Premierminister William Ewart Gladstone, der diese Reformen verabschiedete, ermutigte die Gründung eines nonkonformistischen Colleges in Oxford.
Das Spring Hill College zog 1886 nach Oxford und wurde nach George Mansfield und seiner Schwester Elizabeth in Mansfield College umbenannt. Die von Basil Champneys auf einem vom Merton College erworbenen Grundstück entworfenen viktorianischen Gebäude wurden im Oktober 1889 offiziell eröffnet.
Mansfield war das erste nonkonformistische College, das in Oxford eröffnet wurde. Anfänglich akzeptierte das College nur Männer, und die erste Frau (Constance Coltman) wurde 1913 für einen externen Abschluss zugelassen.
Während des Zweiten Weltkriegs zogen über vierzig Mitarbeiter des Government Code and Cypher School in das College, um an britischen Codes und Chiffren zu arbeiten. Wie viele Colleges in Oxford, nahm Mansfield erst ab 1979 die ersten Studentinnen auf, die nun einen Oxford Abschluss erwerben konnten.
1955 wurde Mansfield der Status einer Permanent Private Hall verliehen. 1995 erhielt es eine Royal Charter und wurde damit zu einem vollwertigen College der Universität von Oxford.

## Lage
Das Gelände des Mansfield College befindet sich in der Mansfield Road, nahe dem Zentrum von Oxford und südlich der Science Area. Das Gelände befindet sich in der Nähe der University Parks und des Flusses Cherwell. Das College teilt eine Grenzmauer mit dem Wadham College.

## Gebäude
Das Hauptgebäude wurde vom Architekten Basil Champneys entworfen und zwischen 1887 und 1889 erbaut. Es beherbergt die Hauptbibliothek des Colleges, die Rechtsbibliothek und die Theologiebibliothek. Darin befinden sind auch die Gemeinschaftsräume des Colleges. Das Hauptgebäude des Colleges umschließt drei Seiten des großen Gevierts mit einem kreisförmigen Rasen. Das College verfügt auch über mehrere Gebäude die hauptsächlich als Studentenunterkünfte genutzt werden und sich gegenüber dem Hauptgebäude befinden. Ungewöhnlich im Vergleich zu anderen Colleges ist, dass das Mansfield College nicht über eine Portierloge zugänglich ist. Mitarbeiter des Colleges behaupten, dies sei repräsentativ für den offenen und nonkonformistischen Ethos von Mansfield.
Die neueste Erweiterung des Colleges, das Hands Building, wurde von Rick Mather entworfen und nutzt erneuerbare Energiequellen. Es umfasst 74 Studentenzimmer mit Bad, Seminarräume und ein Auditorium mit Platz für 160 Personen, das für Vorträge und Aufführungen genutzt wird.

## Studentisches Leben
Der Mansfield College Boat Club und eine Reihe anderer College-Organisationen sind bei den Studenten beliebt und erzielen Ergebnisse, die mit denen größerer Colleges konkurrenzfähig sind. Viele der Sportmannschaften werden in Partnerschaft mit dem Merton College kombiniert.
Wie viele der konstituierenden Colleges der Universität Oxford hält Mansfield alle drei Jahre einen Ball ab. In der Tradition von Oxford veranstaltet das Mansfield College regelmäßig formelle Abendessen. Diese finden jeden Mittwoch und Freitag in der College-Kapelle statt.
Mansfield ist dafür bekannt, dass es seinen Schwerpunkt auf Gleichheit und Zugänglichkeit legt. Über 90 % der Studenten in Mansfield haben einen staatlichen Schulhintergrund.